# Ronde van Italië 2012/Zeventiende etappe
De zeventiende etappe van de Ronde van Italië 2012 werd verreden op 23 mei van Pfalzen naar Cortina d'Ampezzo. Het was een bergrit over een afstand van 187 km.

## Verloop
In de vlucht van de dag liet vooral Kevin Seeldraeyers zich opmerken. Op bepaald moment ging hij zelfs alleen aan de haal.
maar in de laatste beklimming van de dag, de Passo Giau, haalde het peloton het grove geschut boven. Liquigas zette zich op kop en het peloton dunde al gauw uit. Renners als Roman Kreuziger, Paolo Tiralongo en Sylwester Szmyd moesten al gauw afhaken. Topfavoriet Ivan Basso moest daarom rekenen op Eros Capecchi. Toen deze ook moest passen nam Basso zelf het initiatief, gevolgd door Joaquim Rodríguez, Ryder Hesjedal, Rigoberto Urán, Michele Scarponi en Domenico Pozzovivo. Door een tempoversnelling van Pozzovivo vlak voor de top kwamen Scarponi en Uran in de problemen. De vier anderen vingen samen de 18 kilometer lange daling aan. De twee kwamen echter toch terug en met zes gingen ze naar de finish. Uiteindelijk was Rodríguez ditmaal wel de snelste. In de top van het algemeen klassement veranderde er nagenoeg niets. Thomas De Gendt deed een goede zaak: met een negende plaats en klom hij op naar dezelfde plaats in het klassement.

## Rituitslag
| Limone sul Garda - Pfalzen (187 km) |                    |                       |          |
| Plaats                              | Naam               | Ploeg                 | Tijd     |
| Winnaar                             | Joaquim Rodríguez  | Team Katjoesja        | 5u24'41" |
| 2                                   | Ivan Basso         | Liquigas-Cannondale   | z.t.     |
| 3                                   | Ryder Hesjedal     | Team Garmin-Barracuda | z.t.     |
| 4                                   | Rigoberto Urán     | Sky ProCycling        | z.t.     |
| 5                                   | Michele Scarponi   | Lampre-ISD            | z.t.     |
| 6                                   | Domenico Pozzovivo | Colnago-CSF Inox      | +2"      |
| 7                                   | Beñat Intxausti    | Team Movistar         | +1'22"   |
| 8                                   | Daniel Moreno      | Team Katjoesja        | z.t.     |
| 9                                   | Thomas De Gendt    | Vacansoleil-DCM       | z.t.     |
| 10                                  | Johann Tschopp     | BMC Racing Team       | z.t.     |
|                                     |                    |                       |          |
| 48                                  | Martijn Keizer     | Vacansoleil-DCM       | +24'54"  |

## Klassementen
| Algemeen klassement |                    |                         |           |
| Plaats              | Naam               | Ploeg                   | Tijd      |
| Roze trui           | Joaquim Rodríguez  | Team Katjoesja          | 74u46'46" |
| 2                   | Ryder Hesjedal     | Team Garmin-Barracuda   | +30"      |
| 3                   | Ivan Basso         | Liquigas-Cannondale     | +1'22"    |
| 4                   | Michele Scarponi   | Lampre-ISD              | +1'36"    |
| 5                   | Rigoberto Urán     | Sky ProCycling          | +2'56"    |
| 6                   | Beñat Intxausti    | Team Movistar           | +3'04"    |
| 7                   | Domenico Pozzovivo | Colnago-CSF Inox        | +3'19"    |
| 8                   | Paolo Tiralongo    | Astana Pro Team         | +4'13"    |
| 9                   | Thomas De Gendt    | Vacansoleil-DCM         | +4'38"    |
| 10                  | Sergio Henao       | Sky ProCycling          | +4'42"    |
| 11                  | Johann Tschopp     | BMC Racing Team         | +4'46"    |
| 12                  | John Gadret        | AG2R-La Mondiale        | z.t.      |
| 13                  | Daniel Moreno      | Team Katjoesja          | +4'55"    |
| 14                  | Dario Cataldo      | Omega Pharma-Quick Step | +4'59"    |
| 15                  | Damiano Cunego     | Lampre-ISD              | +5'07"    |
| 16                  | Mikel Nieve        | Euskaltel-Euskadi       | +5'42"    |
| 17                  | Gianluca Brambilla | Colnago-CSF Inox        | +6'29"    |
| 18                  | Sergio Pardilla    | Team Movistar           | +6'53"    |
| 19                  | Sandy Casar        | FDJ-BigMat              | +12'25"   |
| 20                  | Roman Kreuziger    | Astana Pro Team         | +12'53"   |
|                     |                    |                         |           |
| 33                  | Tom Slagter        | Rabobank                | +33'59"   |

| Puntenklassement |                   |                       |        |
| Plaats           | Naam              | Ploeg                 | Punten |
| Rode trui        | Mark Cavendish    | Sky ProCycling        | 110    |
| 2                | Joaquim Rodríguez | Team Katjoesja        | 109    |
| 3                | Ryder Hesjedal    | Team Garmin-Barracuda | 72     |
|                  |                   |                       |        |
| 8                | Martijn Keizer    | Vacansoleil-DCM       | 48     |
| 17               | Thomas De Gendt   | Vacansoleil-DCM       | 34     |

| Bergklassement |                    |                           |        |
| Plaats         | Naam               | Ploeg                     | Punten |
| Blauwe trui    | Matteo Rabottini   | Farnese Vini–Selle Italia | 65     |
| 2              | Michał Gołaś       | Omega Pharma-Quick Step   | 34     |
| 3              | Andrey Amador      | Team Movistar             | 28     |
|                |                    |                           |        |
| 11             | Kevin Seeldraeyers | Astana Pro Team           | 12     |
| 34             | Martijn Keizer     | Vacansoleil-DCM           | 4      |

| Jongerenklassement |                    |                         |           |
| Plaats             | Naam               | Ploeg                   | Tijd      |
| Witte trui         | Rigoberto Urán     | Sky ProCycling          | 74u49'42" |
| 2                  | Sergio Henao       | Sky ProCycling          | +1'46"    |
| 3                  | Gianluca Brambilla | Colnago-CSF Inox        | +3'33"    |
|                    |                    |                         |           |
| 7                  | Tom Slagter        | Rabobank                | +31'03"   |
| 18                 | Julien Vermote     | Omega Pharma-Quick Step | +1u50'37" |

| Ploegenklassement |                 |            |
| Plaats            | Ploeg           | Tijd       |
|                   | Team Movistar   | 223u11'25" |
| 2                 | Lampre-ISD      | +12'04     |
| 3                 | Astana Pro Team | +29'28"    |

1e etappe ·
2e etappe ·
3e etappe ·
4e etappe ·
5e etappe ·
6e etappe ·
7e etappe ·
8e etappe ·
9e etappe ·
10e etappe ·
11e etappe ·
12e etappe ·
13e etappe ·
14e etappe ·
15e etappe ·
16e etappe ·
17e etappe ·
18e etappe ·
19e etappe ·
20e etappe ·
21e etappe
Startlijst · Eindstanden · Afbeeldingen